# Geschichte der Stadt Aschkelon

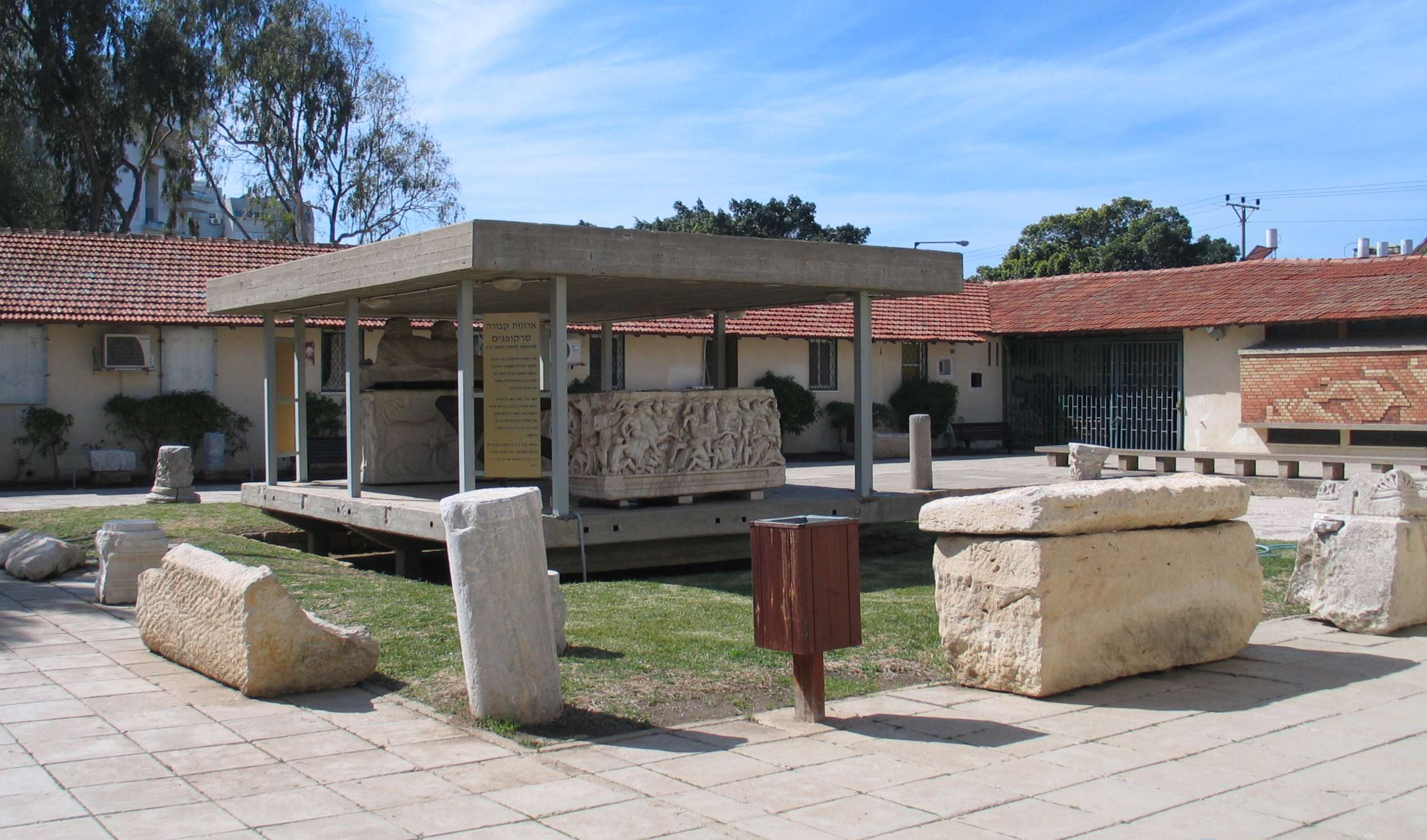
Archäologischer Park von Aschkelon

Die Geschichte der Stadt Aschkelon im Südbezirk Israels reicht bis in die Mittlere Bronzezeit zurück. Es gibt am Ort aber auch noch ältere Funde, etwa aus der Jungsteinzeit.

## Altertum

### Wirtschaft

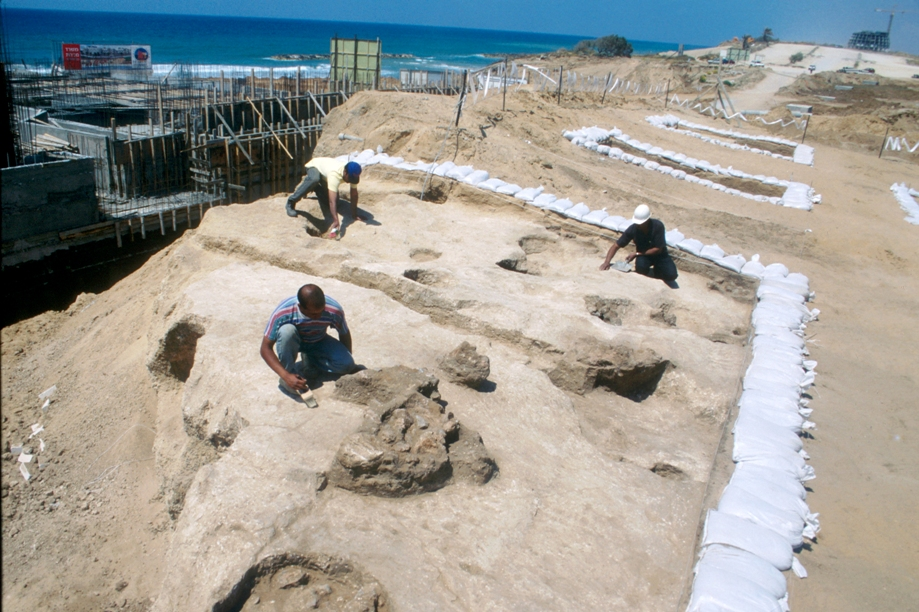
Ausgrabungen an einer früh-steinzeitlichen Fundstelle

Aschkelon war schon in der Bronzezeit eine wichtige Handelsstadt. Lokal wurden Wein und Olivenöl produziert, die Stadt wurde aber vor allem durch den Zwischenhandel reich. Der Hafen diente dem Handel mit dem östlichen Mittelmeer, vor allem mit Phönizien im Norden und mit Zypern. Die Küstenstraße verband die Stadt mit Ägypten und Syrien. Wie Funde aus einem Wrack vor der spanischen Küste in Playa de la Isla, Mazarrón belegen, wurde Olivenöl aus Aschkelon in den typischen ovoiden Krügen auch in das westliche Mittelmeer exportiert. Das Jahr der Askaloniten begann am 1. Hyperberetaeus, dem 28. Oktober.

### Religion
Nach Ktesias war die wichtigste Göttin von Aschkelon Derketo, der an einem Teich in der Nähe der Stadt Opfer gebracht wurden. Sie hatte den Oberkörper einer Jungfrau und den Unterkörper eines Fisches und ist vermutlich phönizischen Meeresgottheiten wie Dagān und Aschera verwandt.

### Ereignisgeschichte

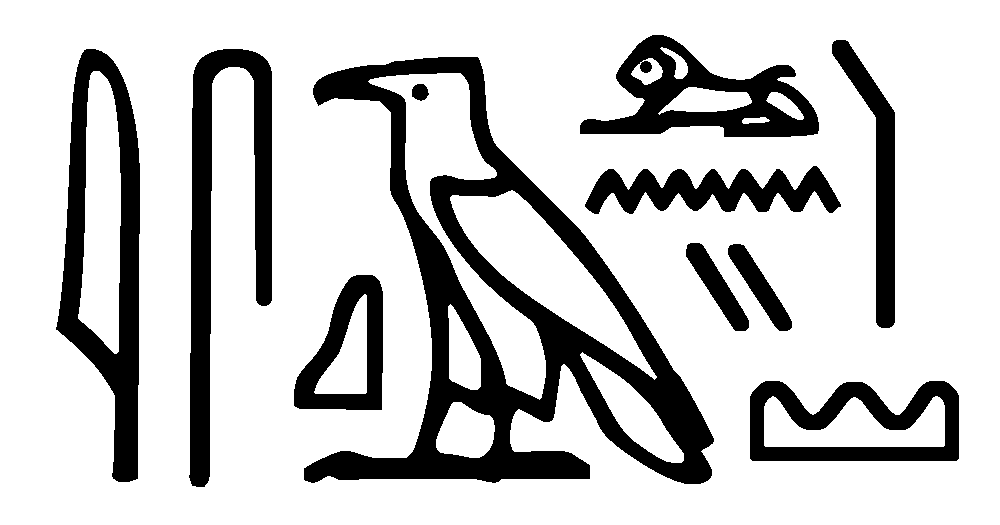
Der Name Aschkelon wie er auf der Stele des Merenptah wiedergegeben wird.

Aschkelon war eine Stadt der Kanaaniter und später der Philister. Um das 14. Jahrhundert v. Chr. gehörte sie zu Ägypten. In der Regierungszeit von Amenophis II. wird ein Botschafter aus Aschkelon am Hof des Pharao erwähnt. Erwähnt wurde Aschkelon auch 1285 v. Chr. anlässlich der Feldzüge Ramses II. gegen die Hethiter (Schlacht bei Kadesch). Die Stadt rebellierte, wurde aber unterworfen. Ramses III. ließ hier ein Heiligtum des Ptah errichten. Die Stele des Merenptah (ca. 1208 v. Chr.) erwähnt die Eroberung von Aschkelon, Gaza, Gezer und Yeno’am. Möglicherweise unternahm Merenptah im dritten Jahr seiner Regierung einen Feldzug nach Israel. Im Laufe der ersten Hälfte des 12. Jahrhunderts v. Chr. wurde Aschkelon von Philistern besiedelt, wie Skarabäen von Ramses III. und Ramses IV. in der unmittelbar vorausgehenden bzw. der frühesten philistischen Schicht sowie mykenischer Keramik im Stil SH III C (Übergang früh/entwickelt) abzuleiten ist. Der Übergang von einer kanaanitisch-ägyptischen Siedlung zu einer philistischen Siedlung verlief wahrscheinlich ohne Gewalt; Spuren eines Brandes wurden nur in einem Bereich eines kleinen Areals entdeckt. Aschkelon wurde Mitglied im Stadtstaatenbund der Philister (Pentapolis) und einer ihrer fünf Fürstensitze. Das Territorium von Aschkelon reichte vom Fluss Nachal Lachisch im Norden bis nach zum Fluss Schikma im Süden. Eine Exklave im Norden umfasste die Städte Beth-Dagon, Jaffa, Bnei Braq und Chazor.
Tiglat-Pileser III. zog 743 gegen die Pentapolis und eroberte Gaza. 733 rebellierte Aschkelon. Tiglat-Pilesar setzte König Mitinti I. zugunsten seines Sohnes Rukubti ab. Nach dem Tod von Sargon II. rebellierte Aschkelon 705 erneut. König Rukubti wurde von seinen Untertanen abgesetzt und sein Bruder Zidqa bestieg den Thron. Sanherib eroberte Aschkelon 701, König Sidqa und sein Sohn Mitinti wurden nach Assyrien deportiert. Sanherib setzte Šarruludari, einen Sohn Rukubtis, zum König ein. Dieser trug einen assyrischen Namen und war vielleicht am assyrischen Hof erzogen worden. 679 wird Mitinti zusammen mit anderen philistäischen Königen (Ahim-milki von Aschdod und Ikausu von Ekron) im Zusammenhang mit Baumaßnahmen in Niniveh und Sidon erwähnt. Unter Assurhaddon zahlte Mitinti II. 677 Tribut, er war auch unter Assurbanipal tributpflichtig (667). Assurhaddon machte auf seinem Feldzug gegen Ägypten in Aschkelon Station, wie durch einen Orakeltext belegt ist. König Mitinti ist auch auf der Inschrift eines philistäischen Siegels belegt ('Abd-Ilib, Sohn von Schabeath, Diener des Mittit, Sohn des Zidqa'). Die Eponymenliste erwähnt 669 einen assyrischen Gouverneur, der die Könige der Philister beaufsichtigt. 640 zogen sich die Assyrer aus Palästina zurück, Aschkelon fiel wahrscheinlich an Ägypten.
Herodot berichtet, dass die Skythen bis Ägypten vordrangen und auf dem Rückweg einige Marodeure den Tempel der Aphrodite Urania (Derketo) in Aschkelon ausraubten. Die Göttin schlug sie darauf mit „einer weiblichen Krankheit“ (I, 105). Ihre Opfer wurden Enaräer genannt, Transsexuelle.
Aschkelon wurde 604 von Nabu-kudurri-usur II. belagert und erobert, die Stadt „zu einem Hügel aus Ruinen und Schutt gemacht“, was die neubabylonischen Annalen nur bei ernsthaften Zerstörungen melden. Die Zerstörungsschichten enthielten zahlreiche verbrannte Pflanzenreste, besonders von Getreide, Hülsenfrüchten und Obst. Das Getreide kommt ausweislich beigemischter Unkrautsamen sowohl aus dem Bergland von Judäa, dem nördlichen Negev und dem nördlichen Palästina. Anscheinend waren vor der Belagerung systematisch Vorräte angelegt worden.
Rationenlisten aus Babylon erwähnen Geiseln aus Aschkelon (Iš-qi-il-lu-nu), z. B. den Sohn des Königs Aga.
Während der Makkabäerzeit ab 104 v. Chr. war die Stadt selbständig. 37 v. Chr. eroberten die Römer Aschkelon. Die Stadt hatte auch für sie als Festung auf der Route zwischen Ägypten und Syrien eine strategisch wichtige Stellung. König Herodes der Große, der die Stadt mit vielen Bauten ausstatten ließ, wurde vermutlich hier geboren.  Flavius Josephus berichtet, im Jüdischen Krieg sei sie von judäischen Rebellen zerstört worden. Auch danach beherrschten die Römer sie für noch gut 500 Jahre. Zuletzt war die Stadt Teil des Oströmischen, Byzantinischen Reiches. Während der römischen Perserkriege war die Region ca. 615 bis 630 n. Chr. persisch besetzt.
Wichtiges Exportgut war eine Zwiebelsorte, die Schalotten.

### Könige von Aschkelon
- Mitinti I., bis 733 v. Chr.
- Rukubti, Sohn von Mitinti I., 733 v. Chr. – ?
- Zidqa, Sohn von Mitinti I.
- Scharruludari, Sohn Rukubtis, 701 v. Chr. – ?
- Mittit II., Sohn von Zidqa, ab 679 v. – mindestens 667 v. Chr.
- Aga, bis 604 v. Chr.

### Bibel
Aschkelon wird mehrfach in der Bibel erwähnt, z. B. in Am 1,8 , wo der Prophet der Stadt die Zerstörung androht: „Und ich will die Einwohner aus Asdod und den, der das Zepter hält, aus Askalon ausrotten und meine Hand wider Ekron kehren, dass umkommen soll, was von den Philistern noch übrig ist, spricht der HERR.“

## Mittelalter

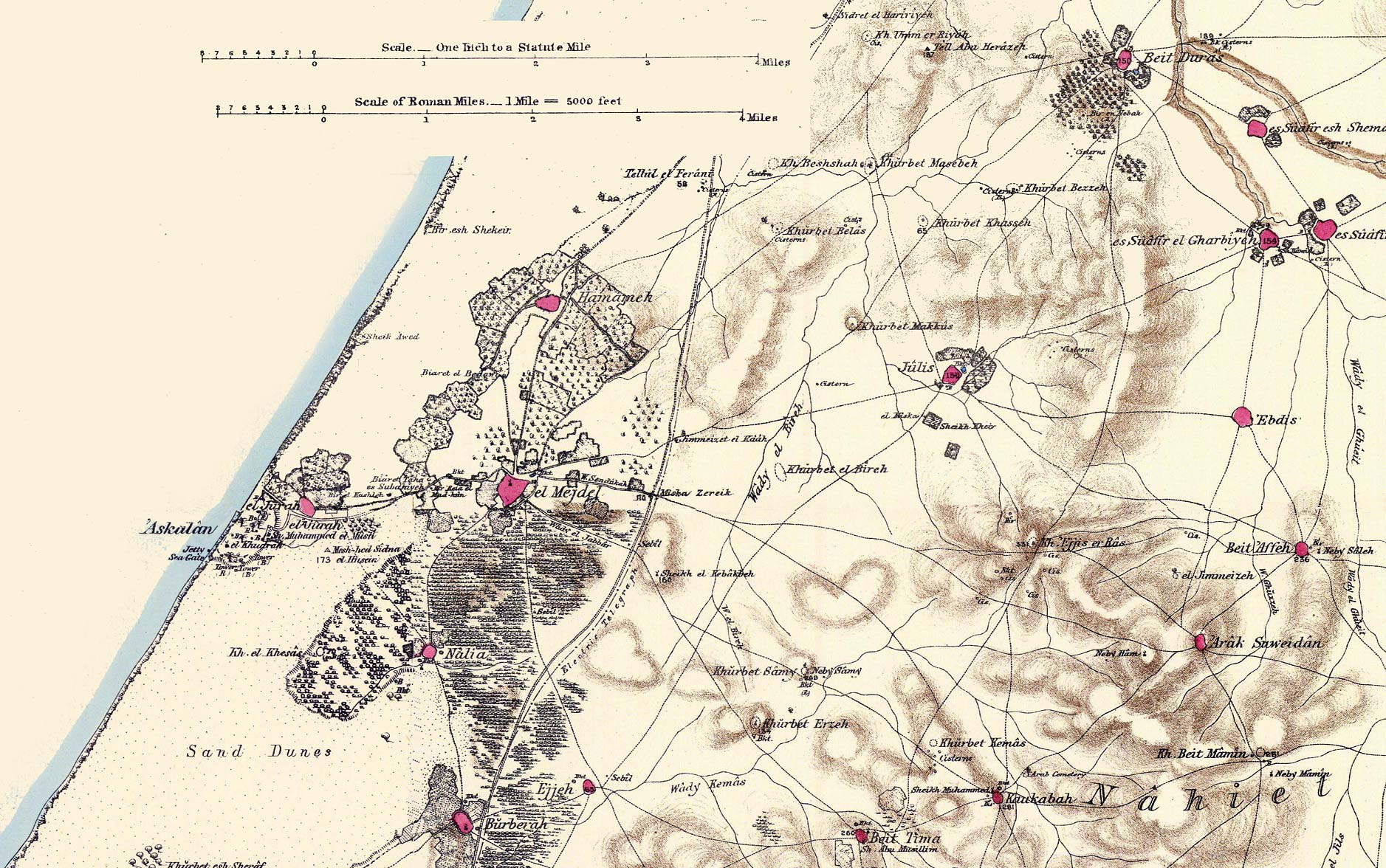
Karte der Region um Askalon um 1870

Im Rahmen der Islamischen Expansion verloren die Byzantiner auch Aschkelon nach der Schlacht am Jarmuk 636 an die Araber.
Auch im Mittelalter hatte die Hafen- und Festungsstadt Aschkelon besondere Bedeutung bei der Kontrolle des Landweges zwischen Ägypten und Syrien. Nachdem im Verlauf des Ersten Kreuzzuges das Königreich Jerusalem gegründet worden war, blieb Aschkelon gleichwohl noch lange im Besitz der ägyptischen Fatimiden. Zwar wurden die Ägypter 1099 von Gottfried von Bouillon in der Schlacht von Askalon besiegt, die Eroberung der Stadt gelang den Kreuzfahrern aber erst 1153.
Unter Bischof Absalom wurde das Bistum Ascalon eingerichtet und die Grafschaft Jaffa zur Grafschaft Jaffa und Askalon erweitert. 1187 sollten die Kreuzfahrer Askalon im Austausch für die Freilassung ihres Königs, Guido von Lusignan, an Sultan Saladin abtreten, der ihn in der Schlacht von Hattin gefangen genommen hatte. Aber bereits vor der Übergabe des Königs ergab sich die Stadt am 5. September 1187 nach elftägiger Belagerung durch ein Heer Saladins. Auf dem Dritten Kreuzzug wurde die Stadt 1192 durch Richard Löwenherz für das Königreich Jerusalem zurückerobert, doch neun Monate später im Rahmen der Waffenstillstandsvereinbarung mit Saladin wieder zurückgegeben. Während des Kreuzzugs der Barone 1239–1241 wurde Askalon ein letztes Mal für die Kreuzfahrer besetzt, wiederbefestigt und dem Hospitaliterorden übergeben. 1244 wurde die Stadt erfolglos von den Ayyubiden belagert. Im Sommer 1247 begann eine Belagerung durch die Mamelucken, die die Stadt am 15. Oktober 1247 eroberten und weitgehend zerstörten. Das Bistum wurde nach dem endgültigen Ende der Kreuzzüge 1291 bis zum II. Vaticanum als Titularbistum Ascalon vergeben. Die Stadt verfiel im 14. Jahrhundert.

## Ausgrabungen
1985 begann Lawrence E. Stager von der Harvard University mit archäologischen Ausgrabungen im antiken Aschkelon. Spuren der Kanaanäer, Philister, Phönizier, Griechen, Römer, sowie byzantinischer, islamischer und mittelalterlich-christlicher Siedlungen wurden dabei aufgedeckt. Die Häuser waren ursprünglich aus Sandstein errichtet.
Die philistäische Stadt des 7. Jahrhunderts war regelmäßig mit rechtwinkligen Straßenzügen angelegt, was an Megiddo III erinnert. Geschäfte, Häuser und Verwaltungsgebäude wurden ausgegraben. Ostraka sind in der lokalen Variante der hebräischen Schrift verfasst. Die Keramik ähnelt der aus Gaza und Ekron. Es wurden auch Gefäße aus Aschdod, zypriotische und griechische Importe (aus Chios, Kos, Samos und Korinth) gefunden. Die Ausgrabungen belegen auch die massiven Zerstörungen durch die Babylonier im Jahr 604.
Aus der späten Römerzeit wurde insbesondere ein 1988 gefundenes Säuglings-Massengrab in der Kanalisation eines Badehauses bekannt, in dem über hundert Kinderskelette gefunden wurden. Die Knochen männlicher Neugeborener überwiegen deutlich, wie eine DNA-Analyse ergab. Vermutet wird, dass das Badehaus auch als Bordell genutzt wurde und die Knochen die systematische Kindestötung männlicher Kinder anzeigen. Archäologen der Harvard-Universität datierten die Skelette in das dritte Jahrhundert nach Christus und stellten fest, dass die Säuglinge bei bester Gesundheit waren. Patricia Smith und Gila Kahila von der Hebräischen Universität Jerusalem (Hebrew University) stellten bei einer ersten Untersuchung fest, dass die meisten Skelette unversehrt und vollständig sind. Fehlende Neonatallinien lassen darauf schließen, dass die Kinder bereits kurz nach ihrer Geburt starben.
Seit 1998 führt die Leon-Levy-Expedition unter Lawrence E. Stager Ausgrabungen im Stadtgebiet von Askalon durch, die sich vor allem auf die neu-assyrischen Schichten konzentrieren.
2021 legten Archäologen der Israelischen Altertümerbehörde in Aschkelon die größte bisher in Israel gefundene Basilika frei. Sie war zur Zeit von König Herodes errichtet und im 2./3. Jahrhundert ausgebaut worden. Der britische Archäologe John Garstang hatte ihre Überreste bereits 1921/1922 entdeckt.

## Madschdal
In der Nähe der antiken Stadt befand sich seit 1832 die arabische Siedlung Madschdal, die inzwischen ein Stadtteil des modernen Aschkelon geworden ist. Die muslimischen (und wenigen christlichen) Bewohner blieben nach dem Palästinakrieg (1948) zunächst dort wohnen. Da nach der Staatsgründung Israels kein Handel mit Ägypten mehr möglich war, konnten sie weder Baumwolle importieren noch Textilien exportieren, ihre wirtschaftliche Grundlage. In einem Abkommen zwischen Israel und Ägypten wurde nach dem Waffenstillstand der freie Abzug der Bewohner mit all ihrem mobilen Eigentum und die Umsiedlung der etwa 10.000 Menschen in den Gaza-Streifen vereinbart. Daraufhin wurde die Siedlung verlassen.

## Im heutigen Israel
Seit 1948 bestand ein Auffanglager für jüdische Neueinwanderer. 1955 wurde das vormals arabische Madschdal eingemeindet. Um Aschkelon zu fördern, erhielt es den Status einer Entwicklungsstadt.
Am südlichen Stadtrand befindet sich am Meer ein archäologischer Park mit den Ruinen der antiken Siedlungen.
Seit 2014 wurde Aschkelon wiederholt vom Gazastreifen aus mit Raketen beschossen.